# Teàrides d'Acaia
Teàrides (en llatí Thearidas, en grec antic Θεαρίδας) fou un polític de la Lliga Aquea del segle ii aC, que menciona Polibi.
Va ser enviat com a ambaixador a Roma l'any 159 aC. El 147 aC va encapçalar altre cop una ambaixada enviada a Roma per presentar excuses pels insults fets al legat romà Luci Aureli Orestes. De camí cap a Itàlia es va trobar amb l'enviat romà, Sext Juli Cèsar, que havia estat nomenat per investigar l'afer, i que el va obligar a retornar a Acaia.